# Ludger Abeln

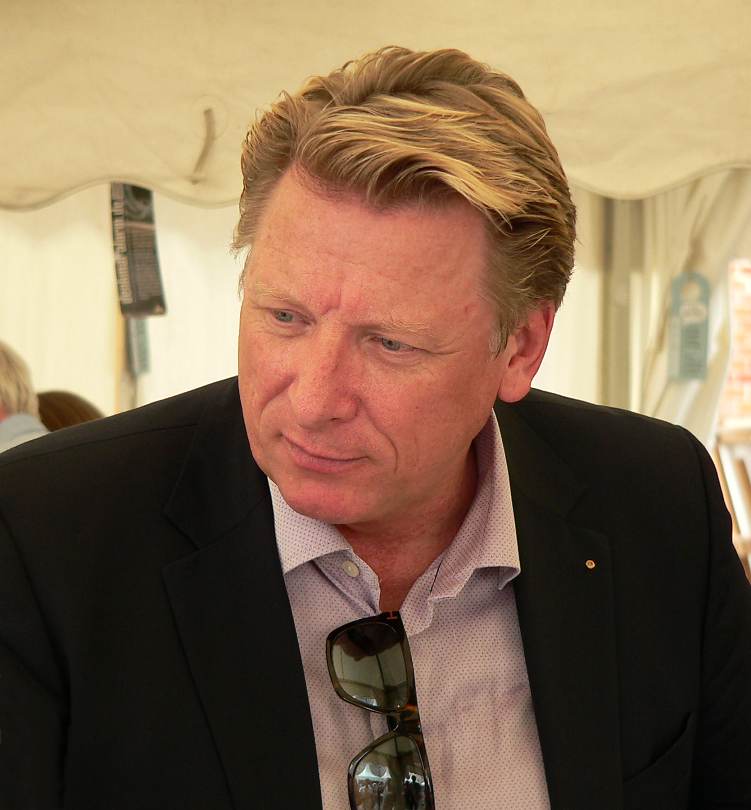
Ludger Abeln (2017)

Ludger Abeln (* 10. Juni 1964 in Meppen) ist Vorstandsvorsitzender der Caritas Gemeinschaftsstiftung Osnabrück e. V. Er arbeitet ebenfalls als freier Medientrainer, Moderator, Sprecher und Autor. Zuvor war er Unternehmenssprecher und Hörfunk- und Fernsehmoderator.

## Werdegang
Ludger Abeln wuchs in Bokeloh bei Meppen auf. Nach dem Abitur am Gymnasium Marianum in Meppen machte er in seinem Heimatdorf eine Ausbildung zum Möbeltischler. Seine Bundeswehrzeit absolvierte Abeln als Reserveoffiziersanwärter im Sanitätsbataillon 11 in Leer. Danach studierte Abeln an der Universität Hannover Englisch, Geschichte sowie Holz- und Kunststofftechnik. 
Nach einem Volontariat arbeitete Abeln als Redakteur und Moderator bei verschiedenen Radiosendern (Antenne Niedersachsen, Radio ffn). In seiner Funktion als Reporter des Senders Antenne Niedersachsen reiste Abeln aufgrund seiner Kenntnisse im Militärwesen als Kriegsberichterstatter nach Somalia. Dort berichtete er beinahe drei Wochen über den Einsatz deutscher Truppen bei der UNOSOM-Mission der Vereinten Nationen; tägliche Berichterstattung und Reportagen gehörten zu seinem Aufgabenbereich.
1999 wechselte er zum NDR-Fernsehen und arbeitete in den Redaktionen Dat is wat!?, Polizeireport Niedersachsen und Talk op Platt, wo er erstmals als Co-Moderator agierte. Ab 2000 moderierte er das Regionalmagazin Hallo Niedersachsen, einige Folgen der Reihe Nordabend, die NDR-Quizshow sowie die Sendung Lust auf Norden. Von September 2004 bis Ende August 2009 war Abeln der Moderator der Aktuellen Schaubude.
Auf Grund seiner Kenntnisse der niederdeutschen Sprache moderierte er einmal im Monat das NDR-Landesmagazin Niedersachsen 19.30 auf Plattdeutsch sowie einmal monatlich am Sonntag einen Fernseh-Frühschoppen ebenfalls auf Plattdeutsch.
Anfang 2014 beendete er seine Tätigkeit beim NDR und startete einen beruflichen Neuanfang abseits von Funk und Fernsehen. Danach war er zwei Jahre als Pressesprecher der Volkswagen AG Emden tätig. Seit Anfang 2016 leitet er beim Caritasverband Osnabrück die Stabsstelle Netzwerkarbeit und ist Vorstandsvorsitzender der Caritas Gemeinschaftsstiftung.

## Privates und soziales Engagement
Ludger Abeln hat einen Sohn und lebt in Osnabrück. Abeln arbeitete seit September 2006 ehrenamtlich als Stiftungsratsmitglied der Caritas-Stiftung des Bistums Osnabrück. Als ehemaliger Ministrant und katholischer Jugendgruppenleiter sowie Pfarrgemeinderatsmitglied seiner Gemeinde hat Abeln eine Bindung zum katholischen Glauben. Von August 2009 bis 2013 war er Botschafter für Perspektive 50 plus – Beschäftigungspakte für Ältere in den Regionen im Kreis Leer.

## Filmografie
- 1999–2014: Hallo Niedersachsen
- 1999–2003: Talk op Platt
- 2000–2004: NDR-Quizshow
- 2004–2014: DAS!
- 2005: Das NDR Reisequiz
- 2005–2009: Aktuelle Schaubude
- 2007: Gib mir 5
- 2009: Ein Strauß voll Glück
- 2010–2014: Lust auf Norden
- 2010–2014: Hallo Niedersachsen / Plattdütsch-Frühschoppen mit Ludger Abeln

## Werke
- Jümmers munter blieben! (in Plattdeutsch) Verlag Michael Jung 2008, ISBN 978-3-89882-094-3.
- Populäre Niedersachsen-Irrtümer. Ein Lexikon. be.bra verlag 2010, ISBN 978-3-86124-646-6.
- Wi harrn jo nix! (in Plattdeutsch) Verlag Michael Jung 2010, ISBN 978-3-89882-115-5.
- Echt.Klar.Norddeutsch. (Menschen der Ems-Achse), KuW Verlag, Oldenburg 2017, ISBN 978-3-88363-385-5.
- Verwurzelt.Profiliert.Erfolgreich. (Menschen aus Stadt und Landkreis Osnabrück), KuW Verlag Oldenburg 2019, ISBN 978-3-88363-411-1.
- Weihnachten im Watt: 24 Geschichten zum Fest - Literarischer Weihnachtskalender in Hoch- und Plattdeutsch, Verlag „Nach oben offen“, Wiesmoor 2018, ISBN 978-3-947789-01-6.
- Wiesmoor: Ostfriesische AugenBlicke - Besök in Ostfreesland, mit Susanne Köster-Schoon, Verlag „Nach oben offen“, Wiesmoor 2018, ISBN 978-3-947789-00-9.